# Faktur
Faktur (från Latinets factura, vilket betyder "förfärdigande" eller "uppbyggnad") är, i musiksammanhang, ett antal olika aspekter av ett musikstyckes, eller en del av ett musikstyckes, flerstämmiga textur. Begreppet kan användas synonymt med sats så som det används i exempelvis polyfon sats eller homofon sats. Ett musikstyckes faktur påverkas även av andra satstekniska detaljer såsom huruvida stämmorna, i ett givet ögonblick, är i spritt eller sammanträngt läge. Faktur kan även syfta på sådana aspekter av musiken som inte är direkt relaterade till, eller enbart beroende av, stämföring, till exempel klangfärg. Sålunda kan fakturen betcknas som exempelvis "tung", "luftig" eller "tät" beroende på variationer i instrumentation och register. På grund av dess vidare tillämpningsområde kan begreppet "faktur" vara att föredra framför "sats" i sammanhang där traditionell västerländsk satslära inte är tillämplig, såsom utomeuropeisk musik eller nutida konstmusik.

### Fotnoter
1. 1 2  ne.se, uppslagsord: "Faktur".
2. 1 2  Sohlmans musiklexikon, uppslagsord: "Faktur".

### Webbkällor
- ”Faktur”. ne.se. https://www.ne.se/uppslagsverk/encyklopedi/l%C3%A5ng/faktur. Läst 2 december 2012.